# Albert Deß

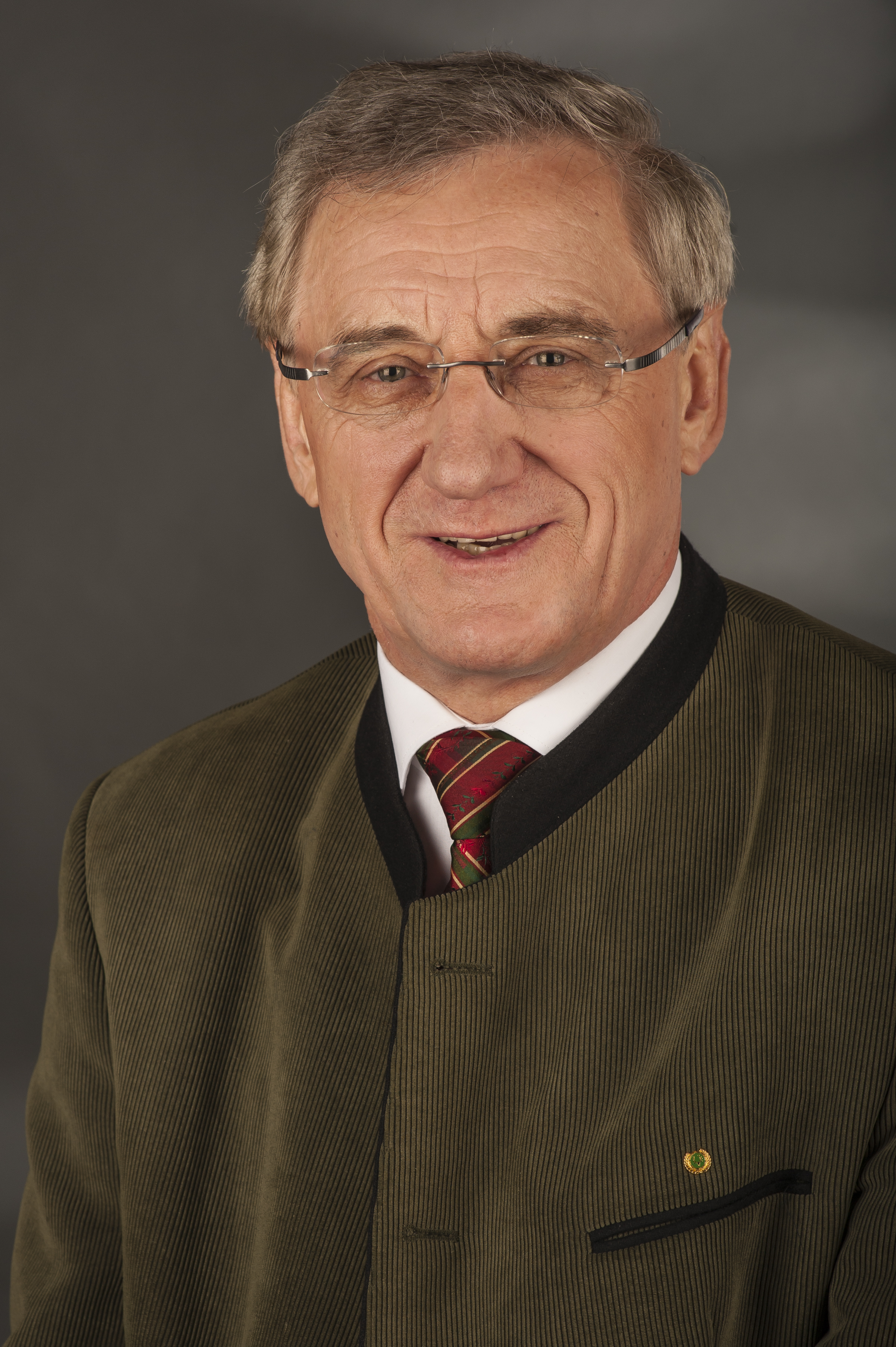
Albert Deß (2014)

Albert Deß (* 17. April 1947 in Röckersbühl) ist ein deutscher Politiker (CSU).

## Leben
Nach dem Besuch der Volksschule, der Berufsschule und der landwirtschaftlichen Fachschule war Deß von 1972 bis 1977 Geschäftsführer einer bäuerlichen Genossenschaft (Landwirtschaftsmeister). Seit 1977 ist er im Vollerwerb als Landwirt tätig und seit 1979 auch landwirtschaftlicher Lehrmeister. 1990–2004 war er Aufsichtsratsvorsitzender der Milchwerke Regensburg und ist seit 1995 Vorstandsvorsitzender der Bayernland e.G. Albert Deß ist verheiratet und hat vier Kinder. Seine 42 Hektar großen landwirtschaftlichen Flächen übertrug er an seinen Sohn.

## Parteilaufbahn
Seit 1963 ist er Mitglied der CSU und engagierte sich zunächst in der Jungen Union. Deß bekleidete verschiedene Ämter auf allen Ebenen der CSU. Von 1997 bis 2012 gehörte er dem CSU-Landesvorstand an.

## Politische Ämter
Von 1972 bis 1996 gehörte Deß dem Gemeinderat seines Heimatortes Berngau an. Er war von 1984 bis 1996 Zweiter Bürgermeister der Gemeinde Berngau und stellvertretender Landrat im Landkreis Neumarkt in der Oberpfalz.
1990 wurde er in den Deutschen Bundestag gewählt. Hier war er von 1996 bis 2004 Mitglied im Fraktionsvorstand der CDU/CSU-Bundestagsfraktion sowie Sprecher der CSU-Landesgruppe für Landwirtschaft, Verbraucher, Umwelt und Naturschutz. Am 19. Juli 2004 schied er aus dem Bundestag aus.
Er gehörte seit 2004 dem Europäischen Parlament an. Dort war er Mitglied im Ausschuss für Landwirtschaft und ländliche Entwicklung sowie stellvertretendes Mitglied im Ausschuss für internationalen Handel. Als EVP-Obmann im Landwirtschaftsausschuss gehörte er dem EVP-Fraktionsvorstand an und hatte eine zentrale Koordinierungsrolle im Landwirtschaftsausschuss.
Seit 2009 war Deß im EU-Parlament Mitglied im Ausschuss für Landwirtschaft und ländliche Entwicklung sowie in der Delegation für die Beziehungen zu den Ländern Südasiens und in der Delegation in der Parlamentarischen Versammlung Europa-Lateinamerika. Er ist Mitglied der Europa-Union Parlamentariergruppe Europäisches Parlament.
Am 12. April 2019 ist seine Zeit als Mitglied des Europäischen Parlaments zu Ende gegangen, da er nach 28 Jahren der Arbeit als Parlamentarier (MdB + MdEP) auf eine weitere Kandidatur verzichtet hat und sich zur Ruhe setzt.

## Ehrenämter
- Vorsitzender des Verbandes der Bayerischen Berufsfischer
- Ehren-Kreisobmann des Bayerischen Bauernverbandes
- Vorsitzender des Vereins zur Förderung nachwachsender Rohstoffe[5]

## Ämter in der freien Wirtschaft
Albert Deß ist Mitglied des genossenschaftlichen Beirats der BayWa AG.

## Kritik
Als Europa-Abgeordneter versuchte Deß 2015, Kleinbusse vor schärferen Schadstoffregeln zu bewahren, indem er einen Änderungsantrag zur neuen EU-Verordnung einreichte, der ursprünglich aus der Feder der Volkswagen-Gruppe stammte.
Nach den terroristischen Anschlägen in Brüssel im März 2016 geriet Deß in die Kritik, als er in einem Facebook-Eintrag postete, dass alle Terroristen Muslime seien.
Albert Deß setzt sich seit vielen Jahren gegen die Verschärfung von Umweltstandards in der Landwirtschaft und anderen Regulierungsmaßnahmen der EU ein. 2015 forderte Deß die Streichung des Treibhausgases Methan – im Wesentlichen auf Rinderzucht zurückzuführen – aus der NEC-Richtlinie zur Reduzierung von Treibhausgasen. Die Begrenzung der Emission gefährde die Tierproduktion. 2018 brachte Deß im Landwirtschaftsausschuss des EU-Parlaments – zusammen mit weiteren CSU-Abgeordneten – einen umstrittenen Änderungsantrag zu einer Gesetzesvorlage ein, der letztlich auch verabschiedet wurde. Inhalt bzw. Auswirkung des Änderungsantrages war, dass Handelsunternehmen bestimmte gesetzliche Qualitäts- und Umweltstandards nicht übertreffen dürfen. Kritiker bemängeln, diese Deckelung von Standards komme nur vermeintlich dem Schutz kleiner landwirtschaftlicher Unternehmen zugute, die höhere Standards (angeblich) nicht erfüllen könnten. Tatsächlich verhindere es aber vor allem eine schrittweise Verbesserung der Standards oberhalb der gesetzlichen Mindestvorgaben.
Deß bestreitet den menschengemachten Klimawandel und nennt ihn "Angstmacherei". Zudem kritisierte er, dass Milliarden Euro "für den Klimawandel rausgeschmissen" würden. 2018 schlug Deß den britischen UKIP-Politiker und Klimaleugner Stuart Agnew als Berichterstatter für das wichtigste EU-Klimaschutzprogramm LIFE vor. Daraufhin verfasste dieser einen Bericht, in dem er im Widerspruch zum wissenschaftlichen Konsens zur globalen Erwärmung behauptete, dass der Mensch nicht für die höheren Kohlendioxidwerte in der Atmosphäre verantwortlich seien, die Treibhausgase unerheblich für den Klimawandel wären und das Klima vor allem durch kosmische Strahlung beeinflusst werde. Von der Agrar-Kommission wurden die Änderungsvorschläge Agnews schließlich abgelehnt.

## Auszeichnungen
- 1998: Bundesverdienstkreuz am Bande
- 2007: Bayerischer Verdienstorden